# Xinfeng Jiang
Xinfeng Jiang är ett vattendrag i Kina. Det ligger i provinsen Guangdong, i den södra delen av landet, omkring 160 kilometer nordost om provinshuvudstaden Guangzhou.
Genomsnittlig årsnederbörd är 2 252 millimeter. Den regnigaste månaden är maj, med i genomsnitt 538 mm nederbörd, och den torraste är oktober, med 15 mm nederbörd.